# Bosque fósil de Punta Pelluco

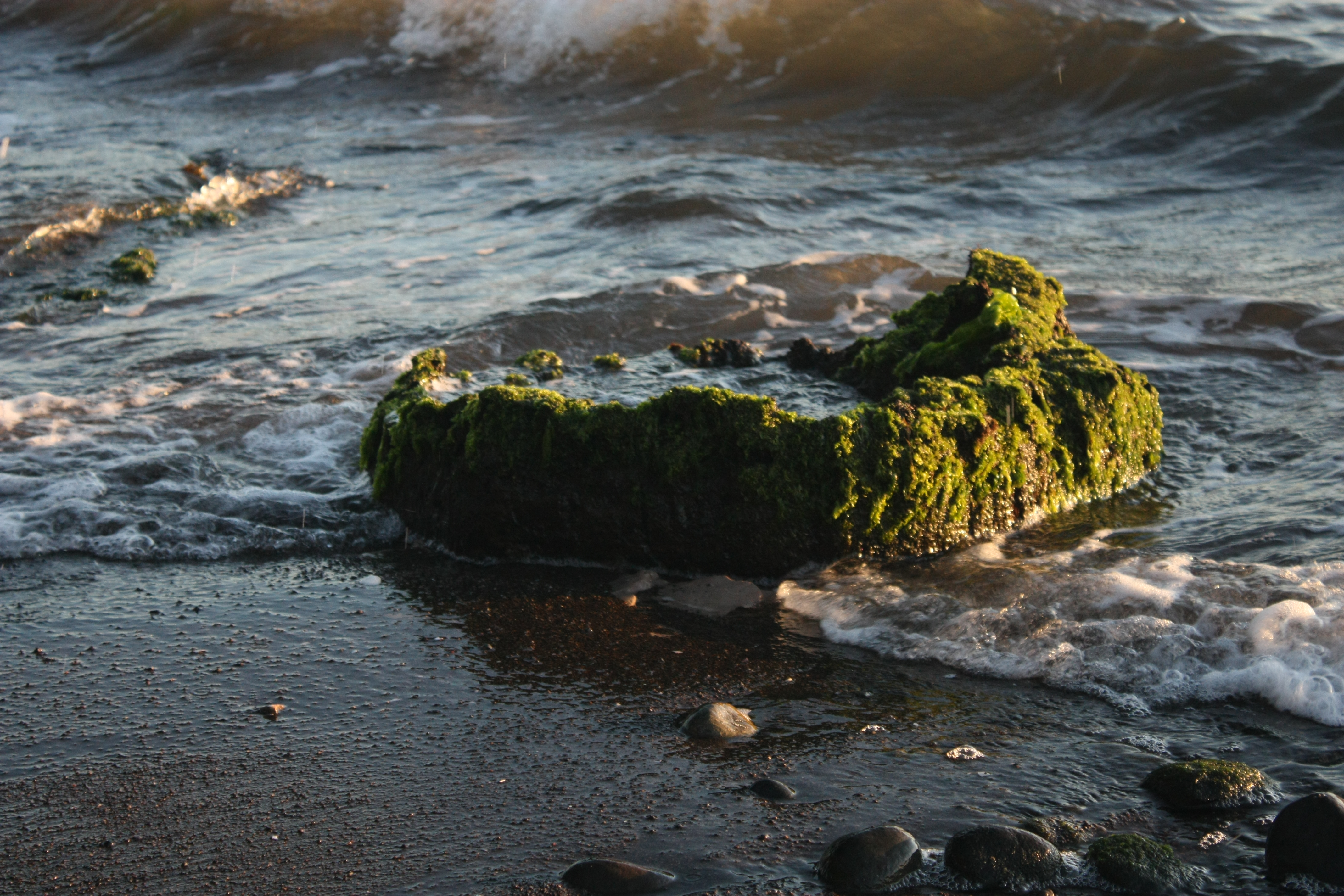
Tocón de alerce perteneciente al bosque fósil de Punta Pelluco. Playa Pelluhuin.

El bosque fósil de Punta Pelluco es un santuario de la naturaleza del pleistoceno localizado en Puerto Montt —al sur de Chile— que está conformado por 111 tocones de alerce de diversos diámetros que se conservaron en forma natural. Tienen una edad radiocarbónica aproximada de 50 mil años AP.
Pertenece al conjunto de monumentos nacionales de Chile desde 1978, en virtud del Decreto Supremo N.° 48 del 17 de enero de 1978. Se encuentra en la categoría «Santuario de la Naturaleza».

## Historia
El bosque fósil se habría formado in situ por un flujo de sedimento y agua que se movilizó desde las laderas de un volcán que enterró una serie de tocones de alerce. Fueron descritos por primera vez en 1976 y habrían quedado al descubierto en la playa tras la ruptura tectónica que produjo el terremoto de 1960 en Chile. Se encuentran dispersos unos 50 metros sobre la playa y son visibles solo con marea baja.
A principios de la década de 1980, algunas muestras fueron datadas entre 42 600 y 45 600 años AP con carbono 14, mientras que a comienzos de la década de 2000, una nueva datación indicó que oscilaría entre los 49 370 y 49 780 años AP.
La superficie protegida por el Consejo de Monumentos Nacionales se encuentra cinco kilómetros al este de la Puerto Montt, a un costado de la ruta que une Pelluco, Pelluhuin y Coihuin y considera un terreno de 100x400 m con las siguientes características: 

«Norte: con la base del barranco; Sur, la línea de playa con bajamar; Este, línea arbitraria que une perpendicularmente al barranco con la línea de playa con bajamar, cien metros al Este de Punta Pelluco, y Oeste línea arbitraría que une perpendicularmente el barranco con la línea de playa con bajamar, trescientos metros al Oeste de la Punta Pelluco».